# Колибри-сильфы
Колибри-сильфы (Aglaiocercus)— род птиц семейства колибри. Три вида обитают во влажных джунглях и горах на северо-западе Южной Америки от Венесуэлы до Боливии. Для самцов характерным признаком является длинные хвостовые перья.

## Виды
Международный союз орнитологов относит к роду три вида:
- Aglaiocercus berlepschi
- Длиннохвостый сильф (Aglaiocercus coelestis)
- Небесный сильф (Aglaiocercus kingii)